# 阿内霍
阿内霍是位于多哥东南部大西洋与多哥湖之间的一座城市，距离首都洛美约45公里。2022年人口28,238人。阿内霍原先是一个葡萄牙奴隶交易市场，在1880年代成为德国人统治下的多哥首都。但在1897年首都迁往洛美后，阿内霍的重要性就逐渐下降。
阿内霍主要以农业和渔业为主，至今仍是伏都教的中心之一。